# Lista de chefes de Estado e de governo recebidos por Jair Bolsonaro
Essa é uma lista das visitas de chefes de Estado e de governo que foram recebidas por Jair Bolsonaro, o 38º Presidente do Brasil, em território nacional durante a sua presidência de 1 de janeiro de 2019 a 1 de janeiro de 2023.
Bolsonaro recepcionou dez mandatários estrangeiros na ocasião de sua posse presidencial em 1.º de janeiro de 2019 e um total de 19 países e 29 visitas oficiais de líderes internacionais ao longo de seu mandato, através de visitas de Estado e de reuniões multilaterais realizadas no Brasil.

## Visitas por país
Abaixo está uma lista de países de acordo com o número de visitas de seus chefes de Estado ou de Governo durante a presidência de Jair Bolsonaro desde a sua posse, em 1 de janeiro de 2019.
| Número de visitas | País |
| ----------------- | --- |
| 1 visita          | África do Sul, Bolívia, China, Colômbia, Honduras, Índia, Israel, Marrocos, Peru, Rússia e Venezuela (não oficial) |
| 2 visitas         | Argentina, Chile, Guiné-Bissau, Cabo Verde, Hungria e Uruguai                                                      |
| 3 visitas         | Portugal |
| 4 visitas         | Paraguai (4 oficiais, 6 informais)                                                                                 |

## 2019
| Data                    | Data            | Local           | Mandatário         | País          | Detalhes |
| ----------------------- | --------------- | --------------- | ------------------ | ------------- | --- |
|                         | 1 de janeiro    | Brasília        | Evo Morales        | Bolívia       | Participaram da Cerimônia de posse do presidente Jair Bolsonaro e de um jantar oferecido pelo mesmo. |
| Jorge Carlos Fonseca    | 1 de janeiro    | Brasília        | Cabo Verde         |               | Participaram da Cerimônia de posse do presidente Jair Bolsonaro e de um jantar oferecido pelo mesmo. |
| Sebastián Piñera        | 1 de janeiro    | Brasília        | Chile              |               | Participaram da Cerimônia de posse do presidente Jair Bolsonaro e de um jantar oferecido pelo mesmo. |
| Juan Orlando Hernández  | 1 de janeiro    | Brasília        | Honduras           |               | Participaram da Cerimônia de posse do presidente Jair Bolsonaro e de um jantar oferecido pelo mesmo. |
| Viktor Orbán            | 1 de janeiro    | Brasília        | Hungria            |               | Participaram da Cerimônia de posse do presidente Jair Bolsonaro e de um jantar oferecido pelo mesmo. |
| Benjamin Netanyahu      | 1 de janeiro    | Brasília        | Israel             |               | Participaram da Cerimônia de posse do presidente Jair Bolsonaro e de um jantar oferecido pelo mesmo. |
| Saadeddine Othmani      | 1 de janeiro    | Brasília        | Marrocos           |               | Participaram da Cerimônia de posse do presidente Jair Bolsonaro e de um jantar oferecido pelo mesmo. |
| Mario Abdo Benítez      | 1 de janeiro    | Brasília        | Paraguai           |               | Participaram da Cerimônia de posse do presidente Jair Bolsonaro e de um jantar oferecido pelo mesmo. |
| Marcelo Rebelo de Sousa | 1 de janeiro    | Brasília        | Portugal           |               | Participaram da Cerimônia de posse do presidente Jair Bolsonaro e de um jantar oferecido pelo mesmo. |
| Tabaré Vázquez          | 1 de janeiro    | Brasília        | Uruguai            |               | Participaram da Cerimônia de posse do presidente Jair Bolsonaro e de um jantar oferecido pelo mesmo. |
|                         | 16 de janeiro   | Brasília        | Mauricio Macri     | Argentina     | Primeira Visita de Estado recebida por Bolsonaro. O presidente argentino visitou o Brasil para tratar de assuntos econômicos e aprofundar a integração de ambos os países com o novo Presidente brasileiro.                                        |
|                         | 28 de fevereiro | Brasília        | Juan Guaidó        | Venezuela     | O presidente autoproclamado da Venezuela visitou Bolsonaro em busca de fortalecer o apoio do Brasil ao retorno da democracia na Venezuela. Além do encontro com o presidente brasileiro, Guaidó também se encontrou com líderes da União Europeia. |
|                         | 12 de março     | Brasília        | Mario Abdo Benítez | Paraguai      | O presidente paraguaio tratou de assuntos econômicos, da integração entre os dois países e do MERCOSUL. Bem como o investimento mútuo entre ambos.                                                                                                 |
|                         | 28 de agosto    | Brasília        | Sebastián Piñera   | Chile         | O presidente chileno visitou Bolsonaro no retorno de sua participação na cúpula do G7, onde foi tratado o tema dos incêndios na Amazônia. |
|                         | 13 de novembro  | Brasília        | Cyril Ramaphosa    | África do Sul | Participaram da 11.ª Cúpula do BRICS. Encontraram-se com o presidente Jair Bolsonaro no Palácio Itamaraty. |
| Xi Jinping              | 13 de novembro  | Brasília        | China              |               | Participaram da 11.ª Cúpula do BRICS. Encontraram-se com o presidente Jair Bolsonaro no Palácio Itamaraty. |
| Narendra Modi           | 13 de novembro  | Brasília        | Índia              |               | Participaram da 11.ª Cúpula do BRICS. Encontraram-se com o presidente Jair Bolsonaro no Palácio Itamaraty. |
| Vladimir Putin          | 13 de novembro  | Brasília        | Rússia             |               | Participaram da 11.ª Cúpula do BRICS. Encontraram-se com o presidente Jair Bolsonaro no Palácio Itamaraty. |
|                         | 5 de dezembro   | Bento Gonçalves | Mauricio Macri     | Argentina     | Participaram da 55ª Cúpula do MERCOSUL. Encontraram-se com o presidente Jair Bolsonaro. |
| Mario Abdo Benítez      | 5 de dezembro   | Bento Gonçalves | Paraguai           |               | Participaram da 55ª Cúpula do MERCOSUL. Encontraram-se com o presidente Jair Bolsonaro. |

## 2020
| Data | Data          | Local         | Mandatário         | País     | Detalhes |
| ---- | ------------- | ------------- | ------------------ | -------- | --- |
|      | 1 de dezembro | Foz do Iguaçu | Mario Abdo Benítez | Paraguai | O presidente paraguaio visitou, ao lado de Bolsonaro, as obras da Ponte da Integração Brasil-Paraguai, que ligará o Paraná ao Paraguai, e participou de uma reunião privada com o chefe de Estado brasileiro para estreitar os laços de amizade que unem as duas nações. |

## 2021
| Data | Data           | Local    | Mandatário              | País         | Detalhes |
| ---- | -------------- | -------- | ----------------------- | ------------ | --- |
|      | 3 de fevereiro | Brasília | Luis Lacalle Pou        | Uruguai      | O chefe de Estado uruguaio fez sua primeira viagem ao exterior. Sendo esta, realizada no Brasil, para aprofundar a parceria entre os dois países que, além de vizinhos, são membros do Mercosul. Luis Lacalle Pou almoçou com Jair Bolsonaro e tratou de temas privados. |
|      | 30 de julho    | Brasília | Jorge Carlos Fonseca    | Cabo Verde   | O Presidente de Cabo Verde Jorge Carlos Fonseca visitou o Brasil pela primeira vez desde a posse presidencial de Jair Bolsonaro em 2019. Ambos os chefes de Estado se reuniram no Palácio do Planalto e discutiram diversos temas como a promoção da continuidades das relações entre os dois países. Fonseca participou também da reinauguração do Museu da Língua Portuguesa na cidade de São Paulo. |
|      | 2 de agosto    | Brasília | Marcelo Rebelo de Sousa | Portugal     | O Presidente da República Portuguesa Marcelo Rebelo de Sousa participou da reinauguração do Museu da Língua Portuguesa em São Paulo. Posteriormente, Sousa encontrou-se com o ex-presidente do Brasil Luiz Inácio Lula da Silva também na capital paulista e seguiu para o Distrito Federal, onde foi recebido pelo Presidente Jair Bolsonaro no Palácio da Alvorada.                                  |
|      | 24 de agosto   | Brasília | Umaro Sissoco Embaló    | Guiné-Bissau | O Presidente da Guiné-Bissau Umaro Sissoco Embaló foi recebido por Bolsonaro no Palácio do Planalto com a tradicional cerimônia oficial de recepção de um chefe de Estado. Ambos discutiram a parceria cultural e econômica de ambos os países. Bolsonaro afirmou que quando oportuno, deverá visitar o país africano.                                                                                 |
|      | 19 de outubro  | Brasília | Iván Duque Márquez      | Colômbia     | O presidente colombiano Iván Duque Márquez desembarcou na cidade de São Paulo no dia 18 de outubro, onde reuniu-se com empresários e líderes de entidades que representam setores da economia. No dia seguinte, encontrou-se com o Presidente Jair Bolsonaro no Palácio do Planalto para discutir assuntos bilaterais.                                                                                 |
|      | 24 de novembro | Brasília | Mario Abdo Benítez      | Paraguai     | Reuniu-se com o presidente Jair Bolsonaro no Palácio do Planalto para tratar de assuntos estratégicos, entre eles, a hidrelétrica de Itaipu e a liberação da piscicultura na região fronteiriça do rio Paraná que depende da aprovação de ambos os países. |

## 2022
| Data                    | Data           | Local         | Mandatário         | País       | Detalhes |
| ----------------------- | -------------- | ------------- | ------------------ | ---------- | --- |
|                         | 3 de fevereiro | Porto Velho   | Pedro Castillo     | Peru       | Os presidentes encontraram-se no Palácio Rio Madeira, na capital de Rondônia, para tratar de assuntos diversos, como a exportação de carne bovina ao Peru, além de temas de cooperação fronteiriça, segurança, defesa e infraestrutura – dentre esses a construção de uma nova rodovia para ligar o estado brasileiro do Acre ao Oceano Pacífico, atravessando o território peruano.                                                            |
|                         | 3 de junho     | Foz do Iguaçu | Mario Abdo Benítez | Paraguai   | Acompanhado do Presidente do Paraguai Mario Abdo Benítez, Bolsonaro visitou de forma conjunta, do lado brasileiro, as obras de construção da Ponte da Integração Brasil-Paraguai, que ligará a fronteira Brasil–Paraguai entre as cidades fronteiriças de Foz do Iguaçu e Presidente Franco. Os líderes plantaram juntos árvores em gesto simbólico dos laços pacíficos entre os dois países e se reuniram de forma não-oficial posteriormente. |
|                         | 11 de julho    | Brasília      | Katalin Novák      | Hungria    | A Presidente da Hungria Katalin Novák foi recebida por Jair Bolsonaro com honras militares no Palácio do Planalto onde discutiram assuntos comerciais, como o Tratado de Livre Comércio entre Mercosul e União Europeia, além dos laços diplomáticos que unem ambos os países. Após o encontro bilateral, Bolsonaro ofereceu um almoço de Estado a Novák no Palácio da Alvorada.                                                                |
|                         | 31 de agosto   | Foz do Iguaçu | Mario Abdo Benítez | Paraguai   | O presidente paraguaio Mario Abdo Benítez encontrou-se com o Presidente Jair Bolsonaro para uma visita técnica à Ponte Jaime Lerner na fronteira Brasil–Paraguai. |
|                         | 7 de setembro  | Brasília      | José Maria Neves   | Cabo Verde | Os presidentes foram recebidos no Palácio Itamaraty com um jantar oferecido pelo governo brasileiro, além de participarem de reuniões bilaterais com o presidente do Brasil. Compareceram às comemorações do bicentenário de independência do Brasil junto ao presidente Jair Bolsonaro. |
| Umaro Sissoco Embaló    | 7 de setembro  | Brasília      | Guiné-Bissau       |            | Os presidentes foram recebidos no Palácio Itamaraty com um jantar oferecido pelo governo brasileiro, além de participarem de reuniões bilaterais com o presidente do Brasil. Compareceram às comemorações do bicentenário de independência do Brasil junto ao presidente Jair Bolsonaro. |
| Marcelo Rebelo de Sousa | 7 de setembro  | Brasília      | Portugal           |            | Os presidentes foram recebidos no Palácio Itamaraty com um jantar oferecido pelo governo brasileiro, além de participarem de reuniões bilaterais com o presidente do Brasil. Compareceram às comemorações do bicentenário de independência do Brasil junto ao presidente Jair Bolsonaro. |